# Бахманнинг
Бахманнинг (нем. Bachmanning) — коммуна (нем. Gemeinde) в Австрии, в федеральной земле Верхняя Австрия. 
Входит в состав округа Вельс.  Население составляет 660 человек (на 31 декабря 2005 года). Занимает площадь 7 км². Официальный код  —  41 802.

## Политическая ситуация
Бургомистр коммуны — Франц Бреннайс (АНП) по результатам выборов 2003 года.
Совет представителей коммуны (нем. Gemeinderat) состоит из 13 мест.
- АНП занимает 6 мест.
- СДПА занимает 5 мест.
- АПС занимает 2 места.